# Сарайлы (Башкортостан)
Сарайлы (баш. Һарайлы) — деревня в Благоварском районе Башкортостана, относится к Балышлинскому сельсовету.

## Географическое положение
Расстояние до:
- районного центра (Языково): 26 км,
- ближайшей ж/д станции (Благовар): 11 км.

## Название
От башкирского этнонима һарайлы (мең).

## Население
| 2002 | 2009 | 2010 |
| ---- | ---- | ---- |
| 280  | ↘263 | ↗264 |

Согласно переписи 2002 года, преобладающая национальность — татары (95 %).

## Культура
Башкирский культурно-исторический центр имени Канзафар-бия.
Проводятся народные праздники Ҡарға буткаһы» (Воронья каша), «Исем ҡушыу йолаһы» (Именины), «Кәкүк сәйе» (Кукушкин чай), «Ҡаҙ ҡанаты» (Гусиное перо), «Орсоҡ иләү йолаһы» (Прядение шерсти), «Ямғыр теләү» (Зов дождя), «Әбейҙәр сыуағы»(Бабье лето), «Ҡаҙ өмәһе» (Гусиный праздник).

## Религия
В деревне есть мечеть.